# Soleura
Soleura (em alemão: Solothurn, em francês: Soleure e em italiano: Soletta)  é a capital do Cantão de Soleura, na Suíça.
O santo padroeiro da cidade é São Urso de Soleura, um dos membros da Legião Tebana.
A cidade é famosa pela afinidade com o número 11. Existem 11 igrejas 11 fontes e 11 torres. O relógio da praça central só tem 11 números.

## Geografia
Soleura é posicionada no rio Aar, ao pé das montanhas de Jura.

## História

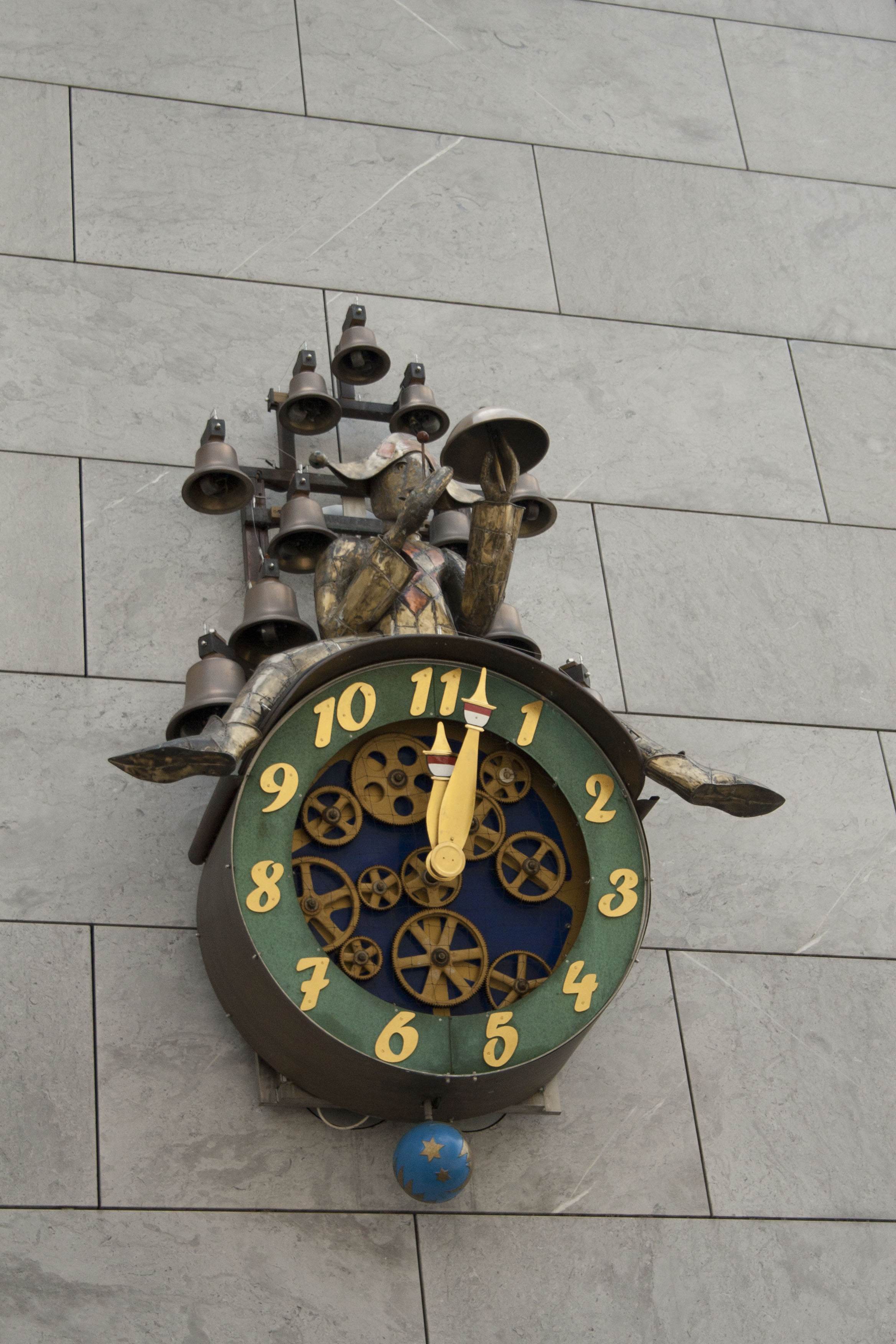
Relógio de Soleura.

A cidade foi fundada por volta de 14-37 d.C. pelos celtas, e depois se tornou um acampamento romano: Solodurum.
Em 1127 tornou-se cidade conquistada dos Zähringen, e após sua extinção tornou-se uma Cidade livre imperial. Com uma aliança com Berna em 1295, tornou-se parte da Confederação Suíça. Em 1382 os Habsburgos atacaram-na, iniciando a batalha de Sempach. Depois, os Habsburgos renunciaram ao poderio da cidade.
Em 1481 tornou-se membro total da Confederação Suíça, e em 1530-1792 foi a sede do embaixador francês da Suíça. 